# 弗朗西斯·沃尔辛厄姆

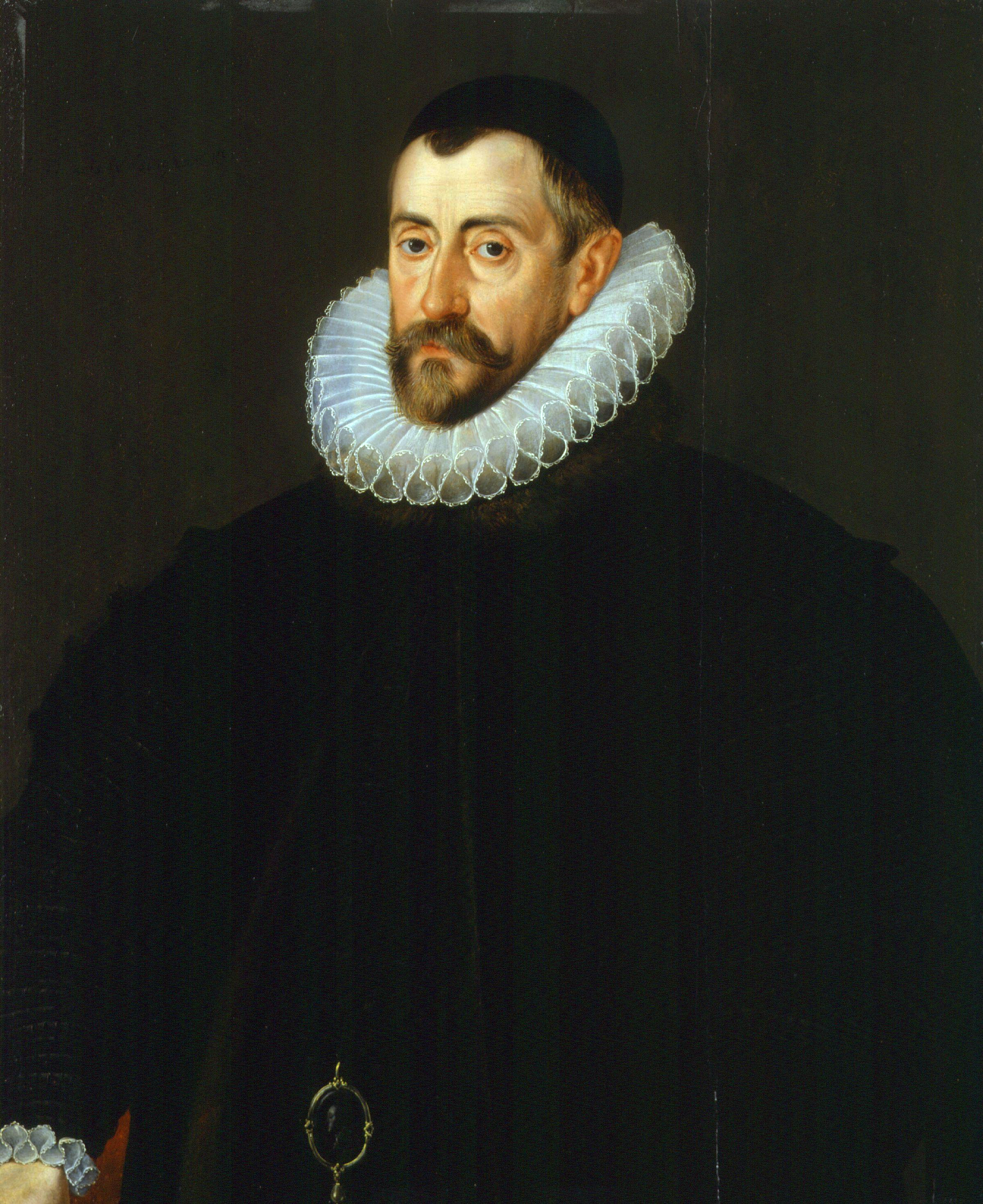

法蘭西斯·沃辛漢爵士（英語：Sir Francis Walsingham，1532年—1592年4月6日），英格兰政治家、特务首長，曾任伊莉莎白一世的首席秘书，並在整個歐洲建立了間諜網，是伊莉莎白一世當政時期重要的情報蒐集者。長於外交，其語言知識和組織間諜活動的能力在推行伊莉莎白女王外交政策方面具有無可估量的作用。

## 人物經歷
他是律師之子，1563年進入律師界，同年當選議員。 1568-1570年負責蒐集在倫敦的外國間諜活動的情報。 1570～1573年任駐法國宮廷大使，1572年4月簽訂布盧瓦條約。建立英法之間友好關係。 1573年4月被召回國，12月進入樞密院並任伊莉莎白一世的國務秘書。 1577年封爵士，次年任嘉德勳位授勳大臣。 1583年最後一次任駐外國大使。他主要偵察天主教徒謀害伊莉莎白的陰謀。揭露了思羅克莫頓的陰謀和瑪麗表示完全支持巴賓頓殺害伊莉莎白計劃的信件。促使蘇格蘭女王瑪麗·斯圖亞特於1587年被送上斷頭台。

## 早年生涯
法蘭西斯·沃辛漢生於1532年，弗茨克雷郡。他的父母是威廉姆和喬伊斯，威廉姆是一名成功的倫敦律師，病死於1534年；喬伊斯則是朝臣埃德蒙丹尼與安東尼丹尼妹妹的女兒，安東尼丹尼則是亨利八世的樞密院主要成員。威廉姆 沃辛漢於1530年任職於一個調查托馬斯沃爾西的委員會，而他的哥哥埃德蒙 沃辛漢是倫敦塔的中尉。在威廉姆沃辛漢死後，他的遺孀喬伊斯於1538年嫁給了朝臣約翰·凱里。凱里的兄弟威廉姆是瑪麗·博林的丈夫，這位瑪麗博林就是著名的安妮·博林的姐姐。法蘭西斯·沃辛漢的五個姐妹，一個嫁給了財政大臣沃爾特·邁爾德美，還有個嫁給了議員彼得·溫特沃斯。
法蘭西斯·沃辛漢於1548年被劍橋大學的國王學院錄取，他和許多新教徒一同學習，不過作為一個有高社會地位的大學生，對這個學位並不看重。他於1550年-1551年遊歷歐洲大陸，並於1552年回到英國加入了“灰色酒館”（英國律師資格鑑定機構）
隨著1553年愛德華六世的死，瑪麗一世繼位，導致許多富有的新教徒逃離了英國，沃辛漢自然也是其中一份。他在巴塞爾和帕多瓦的大學裡面繼續他的法律學習。

## 蒸蒸日上
1558年瑪麗一世死後，她的繼任者是信仰新教的伊莉莎白一世。沃辛漢回到了英國，並且在法蘭西斯拉塞爾的支持下（貝爾福德伯爵二世，跟他一起逃亡的同伴），沃辛漢於1559年當選為康沃爾郡選區的議員。並於1563年他作為多賽特選區的議員當選。 1562年1月他與曾任倫敦市長的喬治巴倫的女兒安妮結婚，安妮是一位寡婦，她丈夫是一位葡萄酒商人。結婚兩年後安妮病故，留下個前夫的兒子克里斯托弗 卡雷拉（之後成為海軍將軍）給沃辛漢照顧。 1566年沃辛漢與厄休拉 聖 芭比結婚，她是理查德 沃爾西的遺孀，由此沃辛漢獲得了在維特島上的兩處莊園。之後她為他生了女兒弗兰西丝。厄休拉與前夫的兩個兒子則在1567年的一場火藥事故中喪身。
之後的歲月裡，沃辛漢成為了法國胡格諾派的積極分子，並且成為了尼古拉斯思羅克莫頓的好友兼同事，此人是多賽特選區的前任議員和前任駐法大使。 1569年沃辛漢為第一代伯利男爵威廉·塞西尔工作去對付試圖暗殺伊莉莎白一世的陰謀。他成功摧毀了裡多爾菲陰謀，這個陰謀試圖暗殺伊莉莎白一世，讓蘇格蘭的瑪麗一世繼位。
1570年，伊莉莎白一世讓沃辛漢作為胡格諾派的支持者去與法國的查理九世談判。第二年他接替亨利諾里斯成為駐法大使。他的職責之一就是繼續與查理九世談判關於伊莉莎白一世與安茹公爵亨利（查理九世的兄弟）的婚事。這場婚事最終因為亨利的天主教信仰而告吹。之後的替代方案便是查理九世最小的弟弟阿倫公爵法蘭西斯，不過沃辛漢則認為這位公爵醜陋而且缺乏幽默感，而且伊莉莎白比阿倫公爵大20歲，年齡的差距也是問題。沃辛漢認為英國需要法國作為軍事同盟去對抗西班牙，於是1572年兩國締結布盧瓦條約，不過條約中未涉及伊莉莎白的婚事，這樣伊莉莎白的繼承問題便擺上議事日程了。
胡格諾派和歐洲的新教徒支持在西班牙屬尼德蘭地區爆發的新教起義，該地區受控於哈布斯堡王朝的西班牙分支。天主教徒在法國反對這場起義直接導致了胡格諾派領袖加斯帕爾·德科利尼的死和聖巴塞羅繆日大屠殺。沃辛漢在巴黎的家成了新教徒的避難所，包括菲利皮西德尼也跑去避難。當時懷孕中的厄休拉帶著4歲的女兒一起逃回了英國，並於1573年生下第二個女兒瑪麗。沃辛漢於1573年4月回到英國，此時他已經是伊莉莎白一世和塞西爾信任的部下。
1573年12月沃辛漢成為樞密院成員並與托馬斯史密斯成為並列的首席秘書長。 1576年史密斯退休，雖然沃辛漢並未正式的任命為掌璽大臣，而事實上則是他一人掌控了樞密院大印。他於1577年12月1日被授予爵位，並於1578年4月22日被任命為嘉德勳章總理大臣，直至1587年6月埃米里斯寶利特接任

## 國家大臣
沃辛漢當上了內政大臣，不過他的的職權並不清晰明確，然而由於他處理所有的皇家信件並能夠決定樞密院會議議程，因此能極大的影響政策方向並且能深入到內政和外交的各個領域。在他主政期間，他支持英國應大力開拓新大陸的貿易路線並且專注於國際事務中。他直接介入對西班牙，蘇格蘭，尼德蘭，愛爾蘭和法國的外交事務中。
他提倡重商主義社會並積極支持貿易提振計劃，他投資俄國和地中海東部沿岸的公司。他支持約翰戴維斯和馬丁費羅比舍對北冰洋的探索並且開發拉布拉多半島的礦產，鼓勵漢弗里吉布特探索紐芬蘭。吉布特的航線由那些拒不承認英國國教會的天主教徒們贊助，因而沃辛漢支持這一舉動，因為這樣他就可以暗中將這些天主教徒遷徙到這些新大陸去了。沃辛漢是環球航行旅行者弗蘭西斯德雷克的讚助人之一。他認為西班牙商船在太平洋上是易受攻擊的，這種冒險攻擊將提高新教的利益同時打擊西班牙的勢力。
沃辛漢認為應直接干預尼德蘭的新教起義以打擊西班牙，塞西爾則相對謹慎，他認為應出面調停此事，對此伊莉莎白表示同意。 1578年沃辛漢被任命為特使前往尼德蘭進行和平的斡旋同時刺探軍事情報。
沃辛漢的繼子克里斯托弗在卡爾雷恩和卡里克福格斯指揮守備軍。他的小女兒瑪麗死於1580年，時年七歲。他的大女兒弗兰西丝于1583年9月21日嫁給了菲利普·西德尼，對這段姻緣，伊莉莎白女王曾反對過（原因未知）。為了這場婚姻，沃辛漢為西德尼支付了1500英鎊的債務，還同意他們住到自己在薩里的一處莊園。 1585年外孫女誕生了，她被取名為伊莉莎白，她的教母是伊莉莎白女王，教父則是西德尼的叔父萊斯特伯爵一世。第二年西德尼便在尼德蘭對西班牙作戰中死亡，沃辛漢不得不“繼承”了西德尼剩餘的債務。他的寡婦女兒艱難生下第二個女兒，不過孩子還是夭折了。
1574年查理九世死了，安茹公爵亨利繼位，稱為亨利三世。 1578到1581年，女王和阿倫公爵的婚姻事宜又擺上議事日程。這位阿倫公爵已經自認自己為胡格諾派的保護人和荷蘭的潛在繼承人。 1581年中，沃辛漢前往法國討論英法聯盟事宜，而法國希望能先聯姻，但是沃辛漢得到的指示是先聯盟再聯姻，於是他只好兩手空空回到英國。作為沃辛漢個人，他是反對與法國聯姻的。阿倫公爵他實際上是個天主教徒，由於法國亨利三世並無子嗣，因此他是法國王位的繼承人。伊莉莎白一世已經過了生孩子的年紀，而英國王位繼承人仍然空懸，如果伊莉莎白一世和法國王位繼承人阿倫公爵結婚，那麼一旦伊莉莎白宮車晏駕，那麼整個英國便落入了法國的控制。
之後幾年英法關係緊張，沃辛漢懷疑亨利三世反复無常，而且認為駐法大使愛德華斯塔福德有叛國嫌疑。斯特福德可能為了償還他的賭債而將機密洩露給西班牙，為此沃辛漢給了斯塔福德假情報，以此迷惑西班牙。

## 間諜生涯
沃辛漢對抗天主教是出於自己對新教的信仰，他對天主教徒和陰謀叛亂分子使用酷刑。沃辛漢永遠無法忘記天主教徒在法國發動的巴塞羅繆日慘案，並且相信如果天主教復活則同樣的慘案也將發生在英國。他僱用密探和線人來跟踪英格蘭的天主教徒和陰謀叛亂者並且監視他們的信件。沃辛漢的兩個手下，一個是托馬斯 菲利普斯專業破譯密碼；另一個亞瑟 喬治，專門拆封信件而不留下痕跡。
1582年5月一封來自於西班牙駐英大使的信被約翰 福斯特攔截了下來，這封信是聯絡蘇格蘭的，信上說要用天主教的力量分裂英國並且讓蘇格蘭女王瑪麗取代伊莉莎白。 1583年4月沃辛漢派出間諜打入法國駐英大使館，作家約翰波希認為這個間諜是天文學家喬達諾 布魯諾。之後沃辛漢獲得情報法蘭西斯 思羅克莫頓（沃辛漢老朋友尼古拉斯 思羅克莫頓的侄子）與法國駐英大使有秘密聯絡。 1583年11月，在經過6個月的監視之後，沃辛漢將思羅克莫頓逮捕，並刑訊逼供。他的供認中直接牽連到西班牙大使門多薩，他的陰謀是讓蘇格蘭瑪麗一世入侵英格蘭並廢除伊莉莎白。思羅克莫頓於1584年被處決而門多薩則被驅逐出英格蘭。

### 誘捕蘇格蘭瑪麗一世
在1584年西班牙暗殺了荷蘭反抗軍的領袖“沉默的威廉”之後，英國便軍事干預低地國家的行動，並於1585年簽署了無極宮條約。沉默威廉的死使得伊莉莎白一世的安全問題成為焦點，為此沃辛漢制訂了“聯合契約”，內容為凡是試圖推翻和刺殺伊莉莎白女王的，一律處死。 1585年3月通過了女王個人安全法案，該法案針對所有覬覦王位者和陰謀暗殺女王者。之後，蘇格蘭瑪麗一世便被沃辛漢的朋友埃米里斯寶利特監禁起來。到了聖誕節，瑪麗被轉移到查特來城堡護城莊園裡。沃辛漢指示寶利特，查閱瑪麗所有的來往信件並且要阻斷她所有的秘密通信方式。為了誘捕蘇格蘭瑪麗一世，沃辛漢故意留了一個破綻，他知道瑪麗用啤酒桶秘密通信而故意不戳穿她，讓瑪麗以為她可以秘密地和外界通信。 1586年，安東尼巴賓頓寫信給瑪麗，籌措一個釋放她並刺殺伊莉莎白的計劃，瑪麗回信同意這一計劃。沃辛漢把巴賓頓和他的同黨全部逮捕，同年九月14個人被處決。 10月根據女王個人安全法案成立了一個36人組成的審判委員會專門審判蘇格蘭瑪麗一世，該委員會成員包括沃辛漢。
審訊期間，針對沃辛漢提出的證據，瑪麗指責道：“所有這一切都是他為了毀滅我而故意設計陷害”。而沃辛漢反駁道：“上帝作證，我的所作所為作為個人我於心無愧；作為內政大臣我本分而已”。最終瑪麗被定罪並開始擬定處決詔書，但伊莉莎白對此心有猶豫。沃辛漢催促寶利特用特殊手段使瑪麗速死，從而減少伊莉莎白的罪惡感。而寶利特嚴詞拒絕了他，寶利特說道：“上帝不會允許我用這種手段褻瀆我的靈魂，這將讓我的子孫蒙羞，不要讓法律和詔書沾染血腥”。沃辛漢暗中安排瑪麗的死刑事宜，1587年2月1日伊莉莎白簽署一份授權書給威廉姆戴維森（1586年成為內政部官員）。戴維森將授權書下達到樞密院的塞西爾，塞西爾召集會議在伊莉莎白缺席的情況下同意了處決瑪麗並要求立即執行。於是一周之內，瑪麗就被斬首了。在聽聞蘇格蘭瑪麗一世斬首的訊息後，伊莉莎白立即表示自己從未簽署過殺死瑪麗的詔書，而且戴維森是超越了授權書的內容越權處理，戴維森隨即被關押到了倫敦塔。沃辛漢沒有遭到伊莉莎白的責罰，因為在瑪麗被斬首的前一周，他便請了病假，斬首一周後，他才回宮工作。 1588年在塞西爾和沃辛漢的命令下，戴維森出獄。

### 西班牙無敵艦隊
從1586年開始，沃辛漢收到許多急件關於西班牙將入侵英格蘭。沃辛漢新的線人安東尼斯塔頓，他是托斯卡納駐馬德里大使的好友，斯塔頓的急件更證實了將要開戰的事實。沃辛漢開始戰爭準備，特別是加固多佛港的城防。沃辛漢指示英國駐土耳其大使去說服奧斯曼蘇丹進攻西班牙在地中海的財產，不過沒有成功。沃辛漢支持弗蘭西斯德雷克於1587年在加德斯的掠奪，有效地破壞了西班牙的後勤。 1588年7月西班牙無敵艦隊駛向英國，沃辛漢收到來自海軍的急件後，將自己的本部人馬260人全部加入到陸上防衛隊中。 1588年8月18日在驅趕了無敵艦隊之後，海軍司令官亨利西摩寫信給沃辛漢：你用你的筆為英國所做的事超過海軍在海上做的。
在情報工作上，沃辛漢有廣大的情報網絡的，從眾所周知的新聞到鮮為人知的秘聞，從歐洲大陸到地中海遍布沃辛漢的耳目。他所建立的情報網絡遠勝於他的所有前任，他的情報網路甚至滲透到了君士坦丁堡和阿爾及爾，在天主教流亡者中也安插耳目。在他的諸多間諜中有劇作家克里斯多夫馬洛。

## 死亡和遺產
早在1571年，沃辛漢便生病了，經常要回到他的莊園去休養。他抱怨自己的頭，胃和背疼，並且排尿困難。醫生診斷他得了癌症，腎結石，尿路感染，糖尿病。他死於1590年4月6日。歷史學家威廉姆卡姆登認為沃辛漢死於膀胱癌。 4月7日晚上10點，在老聖保羅教堂舉行了火葬。
在1589年12月12日寫下的遺囑中，沃辛漢抱怨道：我不得不留下巨額債務給我的後人。而他真實的財產狀況無人得知。女王授予他一塊地，並允許他出口衣物。他主要的居住地離宮廷較遠，在倫敦塔的沸騰巷。他身後沒有留下什麼財產，他花費巨大的金錢用於間諜工作中，可以說為女王和新教事業鞠躬盡瘁。 1586年他資助牛津大學的神學講師清教徒約翰雷諾茲。沃辛漢死後，他女兒弗兰西丝獲得年金300英鎊，他的遺孀厄休拉則與老僕人繼續住在原來的莊園，直至1602年死去。
新教讚譽沃辛漢是：“新教信仰的棟樑之才，是慷慨無私，善於學習，具有騎士精神的人”。他是英國復興過程中的擴張主義和民族主義者。另一方面耶穌會教徒羅伯特柏森認為他迫害天主教徒是殘忍的，無人性的。天主教徒將他描繪為一個無情的，齷齪的人，並熱衷於陰謀詭計。
對沃辛漢的爭議持續至今。雖然他冷酷無情，但是天主教徒的行為也大致相當；都鐸王朝對待罪犯的手段是當時世界比較普遍的方法，各個王國都是如此。沃辛漢私底下的性格如今無從得知，因為他的公文信件和私人信件都被政府沒收。殘存的文件表明他喜歡園藝和養鷹。

## 小說中的人物
小說中普遍採用耶穌會信徒對沃辛漢的描述，將他寫成奸詐狡猾，精於權謀之人。 1998年的電影《伊莉莎白》對沃辛漢給予非常重要的戲份，不過其內容不夠精確，過度突出沃辛漢的事蹟，影片中將許多歷史時間不同的事件集中發生在他身上。片中還錯誤的說他謀殺了蘇格蘭瑪麗一世的母親。